# Sebastian Wisse
Sebastián Wisse Ancelle (Pévange, 31 de diciembre de 1811 - Quito, 7 de junio de 1863) fue un ingeniero francés. En 1843 el Ministro de Gobierno del Ecuador, Dr. Francisco de Marcos, comisionó a Carlos Aguirre Montúfar para que contrate un ingeniero joven que tome a cargo la construcción de la carretera Quito-Guayaquil con 4.000 pesos anuales de sueldo. Wisse fue elegido.

## Biografía
Nació en la aldea de Pévange, ubicada en el departamento de la Meurthe, en la antigua Lorena, el 31 de diciembre de 1810. Su padre fue un tejedor muy pobre llamado Sebastián Wisse y su madre Isabel Ancelle, una buena campesina. Al poco tiempo de nacido sufrió una fractura en una pierna con muchos dolores e incomodidades. La guerra de 1814 llegó hasta Pévange y la choza de los Wisse fue quemada, la familia pidió limosna.
En 1850 partió a Esmeraldas, siguió a Nueva Granada donde recorrió los principales sitios geográficos y regresó a Francia, desempeñándose como "Ingeniero de puentes y calzadas" en la antigua Carcasona, pero el exceso de trabajo y las "aflicciones morales" le produjeron un ataque cerebral. Viajó a Bourbonne-les-Bains y se benefició con sus baños termales hasta recuperarse completamente. Vuelto a París contrajo matrimonio con Josefina Federica Kosmann, natural de Wolfgantzen, en Alsacia, con quien fue muy feliz.

### Primeros años
Entre los 13 y 16 años vivieron en Pont-Pierre casi en la miseria. El joven Sebastián trabajaba de cargador para ayudar a sus padres. Pronto consiguió una mejor colocación como mensajero en una imprenta y estudió el arte de la encuadernación; por las noches le enseñaban a leer e hizo amistad con el cura, aprendiendo latín y aritmética.
El sacerdote le consiguió una beca para cursar estudios en el colegio Bitche con la condición que luego abrazaría la carrera eclesiástica. "En el colegio soportó las burlas de sus compañeros menores que él en edad y el oprobio de la mendicidad, porque subsistió de lo que buenamente le obsequiaban.

### Juventud
Para salir de tanta pobreza a los 20 años reemplazó a un joven rico en el servicio militar a cambio de una modesta suma de dinero que entregó a sus padres; ingresó al Noveno Regimiento de Artillería, leyó a los clásicos griegos, latinos y varios textos de matemáticas. En 1832 falleció su padre y lo ascendieron a amanuense del Jefe del Regimiento, pronto le permitieron tomar cursos libres en la escuela de Metz y para 1836 obtuvo licencia militar y consiguió estudiar altas matemáticas con el Prof. Bardin, que lo apoyó y abrió las puertas del "Colegio de Minas de Francia", donde estudió geología y mineralogía. Meses después ingresó a la "Sorbona" de París y se graduó de ingeniero a los 30 años de edad. Hablaba perfectamente inglés, alemán e italiano y se empleó en uno de los Ferrocarriles del norte de Francia.

### Muerte
Después del primer ataque cerebral que casi le cuesta la vida, luego de largas horas de trabajo sus fuerzas disminuian y el 7 de junio de 1863 sufrió un segundo ataque y murió súbitamente en Quito, a los 51 años de edad, dejando a medias los trabajos. Sus obras inéditas y algunas Cartas Geográficas fueron embarcadas a Francia donde aún esperan su publicación.

## Trabajando para el Gobierno de Ecuador
En 1843 el ministro de Gobierno del Ecuador, Dr. Francisco de Marcos, le ordenó a Carlos Aguirre Montúfar para que contrate un ingeniero joven que tome a cargo la construcción de la carretera Quito-Guayaquil. Wisse fue elegido, vino al Ecuador e hizo amistad con el nuevo Ministro, Dr. Benigno Malo, amistad que durará a través del tiempo; pero el camino quedó en proyecto y para no perder su sueldo Wisse decidió dar clases.
En marzo de 1844 abrió el curso de ingeniería en el antiguo local del colegio de San Buenaventura. Tenía pocos discípulos pero algunos serán hombres famosos. Enseñaba geometría descriptiva, principios de construcciones civiles y es el iniciador de la ingeniería civil como ciencia y arte en Ecuador. Al mismo tiempo trabajaba para la Dirección General de Caminos en un proyecto de arreglo de la vía Quito-Ibarra y poco después la dejó expedita al libre tránsito. Igualmente construyó el puente de Chiriyacu que prestó servicios por muchos años cerca de Quito.

## Expediciones

### Expedición al Volcán Pichincha
El 15 de enero de 1845 realizó una expedición preparatoria al cráter del Volcán Pichincha en unión del joven estudiante Gabriel García Moreno, su discípulo, permaneciendo varias horas en tan peligroso sitio y siendo los primeros seres humanos que recuerda la historia que han penetrado al interior del volcán. El 11 de agosto efectuaron una segunda expedición y escribió una "Memoria" que se publicó en Francia. En esta ocasión permanecieron 3 días y realizaron diversos experimentos. Por entonces observó el paso de un cometa sobre el cielo guayaquileño y examinó las defensas y fortificaciones del puerto.
Con el Dr. Carlos Auz fue comisionado para verificar la posibilidad de unir a Quito y el mar, mediante el trazo de un camino por las selvas manabitas a la altura de Chone; viajó con detenimiento, realizó estudios y mediciones y opinó que la mejor vía debía salir de Quito continuar por Latacunga, Pujilí, Quevedo, Portoviejo y terminar en Manta. Que el camino por Chone era muy difícil porque debería atravesar profundas selvas y accidentados barrancos; además existía un trazo preliminar de la vía Latacunga a Quevedo que se podía aprovechar.

### Segunda Expedición
En 1846 y partiendo de Chone realizó un segundo viaje pero perdió el rumbo y salió por la boca del río Peripa a Daule, muy al sur de su destino. Fruto de estas expediciones fueron tres Cartas Geográficas que contienen:
1. "La Geografía de Manabí", levantada en 1846, a escala del 1:210.000 parcialmente conocida a través de los estudios de Wolf que aprovechóse de ella para componer parte de su "Atlas Geográfico"
2. "La Hidrografía del Río Daule hasta la población de Balzar" plano grande de 130x150 cm. en la escala 1:210.000 que comprende sus viajes de Latacunga a Sigchos, de Latacunga por Pilaló a Quevedo, por el río de este nombre a Palenque, de allí a Balzar. De Balzar por el Río Puca a Olmedo, Portoviejo, Charapotó, Bahía de Caráquez y Chone. "En todas partes se trasluce el observador perspicaz y escrupuloso y se conoce el talento topográfico aún en las partes que trazó solo a la vista, sin instrumentos
3. "El Plano del Río Esmeraldas".

También trabajó una "Carta General del País" a escala de 1:700.000, basada en el Plano de Pedro Vicente Maldonado, que dejó inconclusa a su muerte.

### Tercera expedición
Después de 1847 viajó a Esmeraldas por encargo del gobierno pero desesperaba por falta de apoyo económico. Academia de Ciencias de Francia le tributó las "gracias" por su Memoria sobre la expedición al Pichincha y el sabio Humbolt hizo traducir al alemán la Memoria sobre el ascenso al cráter, insertándola en su "Miscelánea" con frases altamente honrosas.

### Expedición al Sangay
El 21 de diciembre de 1849 realizó con García Moreno una ascensión al Sangay, el más activo volcán de su clase en el mundo, registrando hasta 267 erupciones por hora, a un promedio de más de 4 por minuto. "Después estudió las faldas del Volcán Tungurahua determinando su constitución geológica, al campo de piedras de Iñaquito llamado en quechua "Rumipamba" y la familia de las llamas conocidas como “Alpacas” o "Vicuñas" y envió las Memorias a la Academia de Ciencias de París.

## Méritos
En 1858 recibió la Cruz de Caballero de la Legión de Honor que entregó a su madre. En 1861 el presidente García Moreno le mandó a llamar como ingeniero de caminos, contratado por el Ecuador. Wisse aceptó venir al Ecuador y el 29 de noviembre arribó a Guayaquil. En 1862 inspeccionó el camino de Ambato, Latacunga y Machachi y construyó 46 kilómetros de vías, 12 puentes y 40 acueductos pero sus fuerzas disminuían y murió subitamente. Tuvo el mérito de recorrer gran parte del territorio nacional planificando vías y caminos; lamentablemente, la política siempre agitada y la falta de medios económicos, impidieron el aprovechamiento de tanto esfuerzo. El Ecuador le debe un homenaje, su nombre es poco conocido.
Fue miembro del Museo de Historia Natural y de la Sociedad Geológica del Imperio en Francia, a cuyo gobierno donó la colección de rocas y piedras raras que aquí logró formar. Desde 1861 era miembro fundador de la Academia Científica y Literaria del Ecuador. Datos biográficos suyos constan en el discurso de incorporación a la Academia pronunciado por el Dr. Antonio Flores que le sucedió en el sillón y en un "Estudio" publicado en el Boletín de la Academia Nacional de Historia por el Dr. Julio Tobar Donoso.